# Лоріс Норстад
Лоріс Норстад (англ. Lauris Norstad, нар. 24 березня 1907, Міннеаполіс, США — пом. 12 вересня 1988, Тусон, США) — американський військовик, генерал військово-повітряних сил США, Головнокомандувач об'єднаних збройних сил НАТО в Європі (1956–1963). Учасник Другої світової війни.

## Життєпис

### Ранні роки та початок військової кар'єри
Лоріс Норстад народився у Міннеаполісі (штат Міннесота) у 1907 році. 12 червня 1930 року він закінчив Військову академію США та отримав звання другого лейтенанта кавалерії. У вересні того ж року Норстад вступив до початкової льотної школи у Марч-Філд (Каліфорнія) і менше ніж за рік був переведений до авіації після закінчення поглибленого вивчення авіасправи. Отримавши у 1932 році призначення на базу Скофілд Берекс, що на Гаваях, Лоріс Норстад був закріплений за 18-ю винищувальною групою, командування якою прийняв у липні 1933 року. У березні 1936 був призначений ад'ютантом 9-ї бомбардувальної групи. У вересні 1939 року вступив до Тактичної школи Повітряного корпусу у Максвелл-Філд (Алабама), закінчивши яку через три місяці повернувся у Мітчел-Філд як офіцер Школи Навігації 9-ї бомбардувальної групи.
Перевівшись до Ленглі-Філд у липні 1940 року, генерал Норстад був ад'ютантом 25-ї бомбардувальної групи, а починаючи з листопада того ж року обіймав посаду заступника начальника штабу з розвідки Генерального штабу ВПС США. У лютому 1942 року його призначили членом Консультативної ради при Головнокомандуючому військово-повітряними силами армії США у Вашингтоні, округ Колумбія.

### Друга світова війна
У серпні 1942 року Норстад був призначений заступником начальника штабу з військових операцій (A-3) 12-ї повітряної армії та відкомандирований до Англії для підтримки операції «Гаскі». У жовтні того ж місяця армію було переведено до Алжиру.
У лютому 1943 року Норстад отримав звання бригадного генерала та додаткові обов'язки помічника Начальника штабу з військових операцій Військово-повітряних сил Північно-Західної Африки. У грудні того ж року його було призначено керівником з військових операцій Середземноморських союзних ВПС у Алжирі, разом з якими він перебазувався до італійської Казерти двома місяцями потому.

## Нагороди
- Медаль «За видатні заслуги» ВПС США (нагороджений двічі)
- Срібна Зірка (США)
- Легіон Заслуг (США) (нагороджений двічі)
- Медаль Військово-повітряних сил (США)
- Великий хрест ордена «За заслуги перед Федеративною Республікою Німеччина»
- Великий Хрест ордена Почесного легіону
- Великий хрест ордена Святого Олафа